# Saint-Lary (Gers)
Pour les articles homonymes, voir Saint-Lary.
Saint-Lary (Sent Lari en gascon) est une commune française située dans le centre du département du Gers en région Occitanie. Sur le plan historique et culturel, la commune est dans le Pays d'Auch, un territoire céréalier et viticole qui s'est également constitué en pays au sens aménagement du territoire en 2003.
Exposée à un climat océanique altéré, elle est drainée par la Loustère, le ruisseau de Lahontan et par divers autres petits cours d'eau.
Saint-Lary est une commune rurale qui compte 274 habitants en 2022, après avoir connu une forte hausse de la population depuis 1975.  Elle fait partie de l'aire d'attraction d'Auch. Ses habitants sont appelés les Saint-Laryens ou  Saint-Laryennes.
Le patrimoine architectural de la commune comprend deux  immeubles protégés au titre des monuments historiques : la Tour gallo-romaine, classée en 1875, et le château, inscrit en 1933.

## Géographie

### Localisation
Saint-Lary est une commune de Gascogne située dans l'aire urbaine d'Auch.

### Communes limitrophes
Les communes limitrophes sont Antras, Castillon-Massas, Castin, Jegun, Lavardens et Ordan-Larroque.
| Jegun          | Lavardens  |                  |
| Antras         | Saint-Lary | Castillon-Massas |
| Ordan-Larroque |            | Castin           |

### Géologie et relief
Saint-Lary se situe en zone de sismicité 1 (sismicité très faible).

### Hydrographie

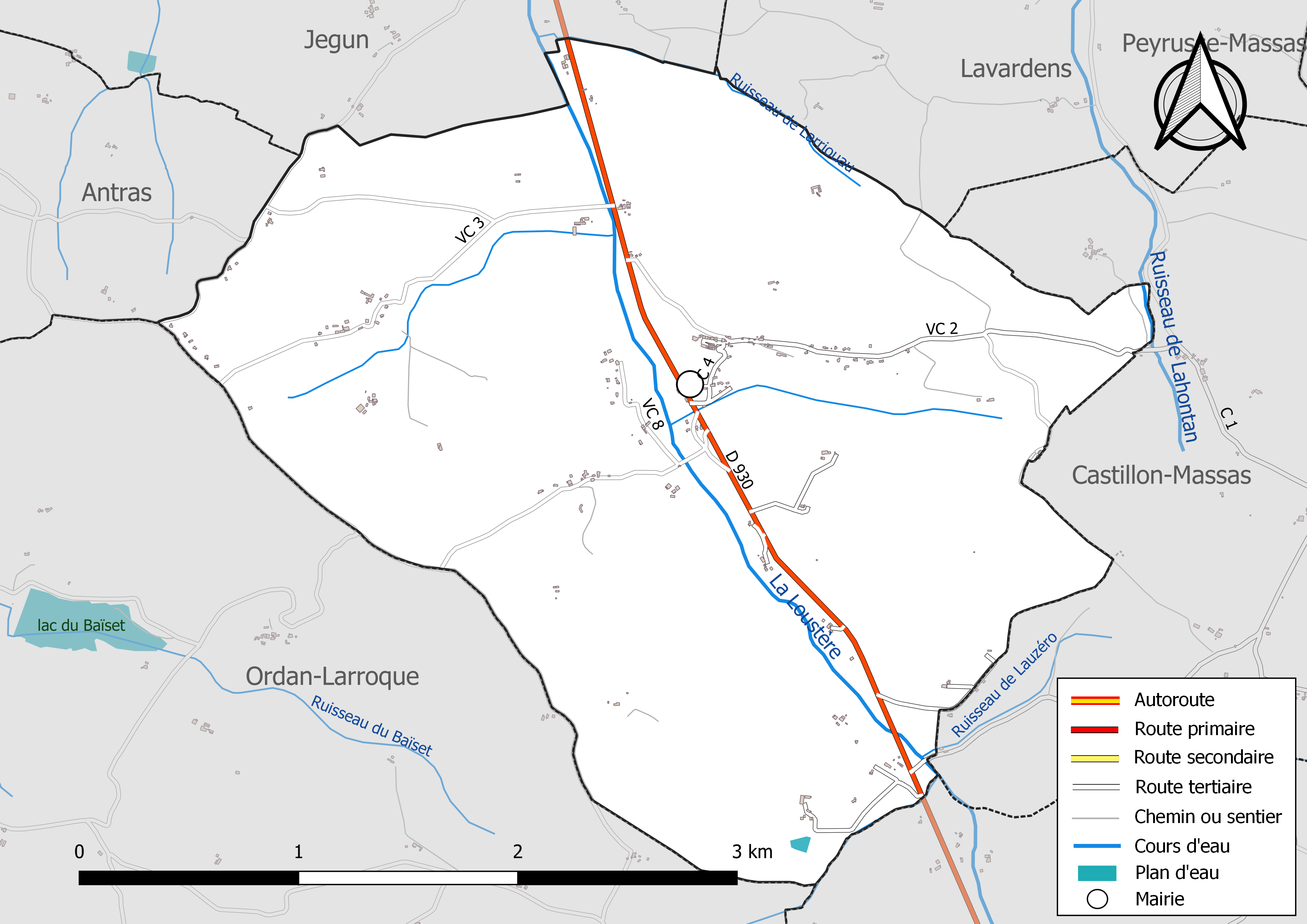
Réseaux hydrographique et routier de Saint-Lary.

La commune est dans le bassin de la Garonne, au sein du bassin hydrographique Adour-Garonne. Elle est drainée par la Loustère, le ruisseau de Lahontan, le ruisseau de Larriouau, le ruisseau de Lauzéro et par divers petits cours d'eau, qui constituent un réseau hydrographique de 9 km de longueur totale,.
La Loustère, d'une longueur totale de 14 km, prend sa source dans la commune de Castin et s'écoule du sud-est vers le nord-ouest. Elle traverse la commune et se jette dans l'Auloue à Castéra-Verduzan, après avoir traversé 5 communes.
Le ruisseau de Lahontan, d'une longueur totale de 11,6 km, prend sa source dans la commune de Castillon-Massas et s'écoule du sud-est vers le nord-ouest. Il traverse la commune et se jette dans la Loustère à Jegun, après avoir traversé 5 communes.

### Climat
Pour des articles plus généraux, voir Climat de l'Occitanie et Climat du Gers.
En 2010, le climat de la commune est de type climat du Bassin du Sud-Ouest, selon une étude s'appuyant sur une série de données couvrant la période 1971-2000. En 2020, Météo-France publie une typologie des climats de la France métropolitaine dans laquelle la commune est exposée à un climat océanique altéré et est dans la région climatique Aquitaine, Gascogne, caractérisée par une pluviométrie abondante au printemps, modérée en automne, un faible ensoleillement au printemps, un été chaud (19,5 °C), des vents faibles, des brouillards fréquents en automne et en hiver et des orages fréquents en été (15 à 20 jours).
Pour la période 1971-2000, la température annuelle moyenne est de 12,8 °C, avec une amplitude thermique annuelle de 15,2 °C. Le cumul annuel moyen de précipitations est de 775 mm, avec 9,9 jours de précipitations en janvier et 6,5 jours en juillet. Pour la période 1991-2020, la température moyenne annuelle observée sur la station météorologique la plus proche, située sur la commune d'Auch à 11 km à vol d'oiseau, est de 13,5 °C et le cumul annuel moyen de précipitations est de 695,8 mm,. Pour l'avenir, les paramètres climatiques de la commune estimés pour 2050 selon différents scénarios d’émission de gaz à effet de serre sont consultables sur un site dédié publié par Météo-France en novembre 2022.

### Milieux naturels et biodiversité
Aucun espace naturel présentant un intérêt patrimonial n'est recensé sur la commune dans l'inventaire national du patrimoine naturel,,.

## Urbanisme

### Typologie
Au 1er janvier 2024, Saint-Lary est catégorisée commune rurale à habitat très dispersé, selon la nouvelle grille communale de densité à sept niveaux définie par l'Insee en 2022.
Elle est située hors unité urbaine. Par ailleurs la commune fait partie de l'aire d'attraction d'Auch, dont elle est une commune de la couronne,. Cette aire, qui regroupe 112 communes, est catégorisée dans les aires de 50 000 à moins de 200 000 habitants,.

### Occupation des sols
L'occupation des sols de la commune, telle qu'elle ressort de la base de données européenne d’occupation biophysique des sols Corine Land Cover (CLC), est marquée par l'importance des territoires agricoles (98,7 % en 2018), une proportion identique à celle de 1990 (98,7 %). La répartition détaillée en 2018 est la suivante : 
zones agricoles hétérogènes (58,2 %), terres arables (36,7 %), prairies (3,9 %), forêts (1,3 %). L'évolution de l’occupation des sols de la commune et de ses infrastructures peut être observée sur les différentes représentations cartographiques du territoire : la carte de Cassini (XVIIIe siècle), la carte d'état-major (1820-1866) et les cartes ou photos aériennes de l'IGN pour la période actuelle (1950 à aujourd'hui).

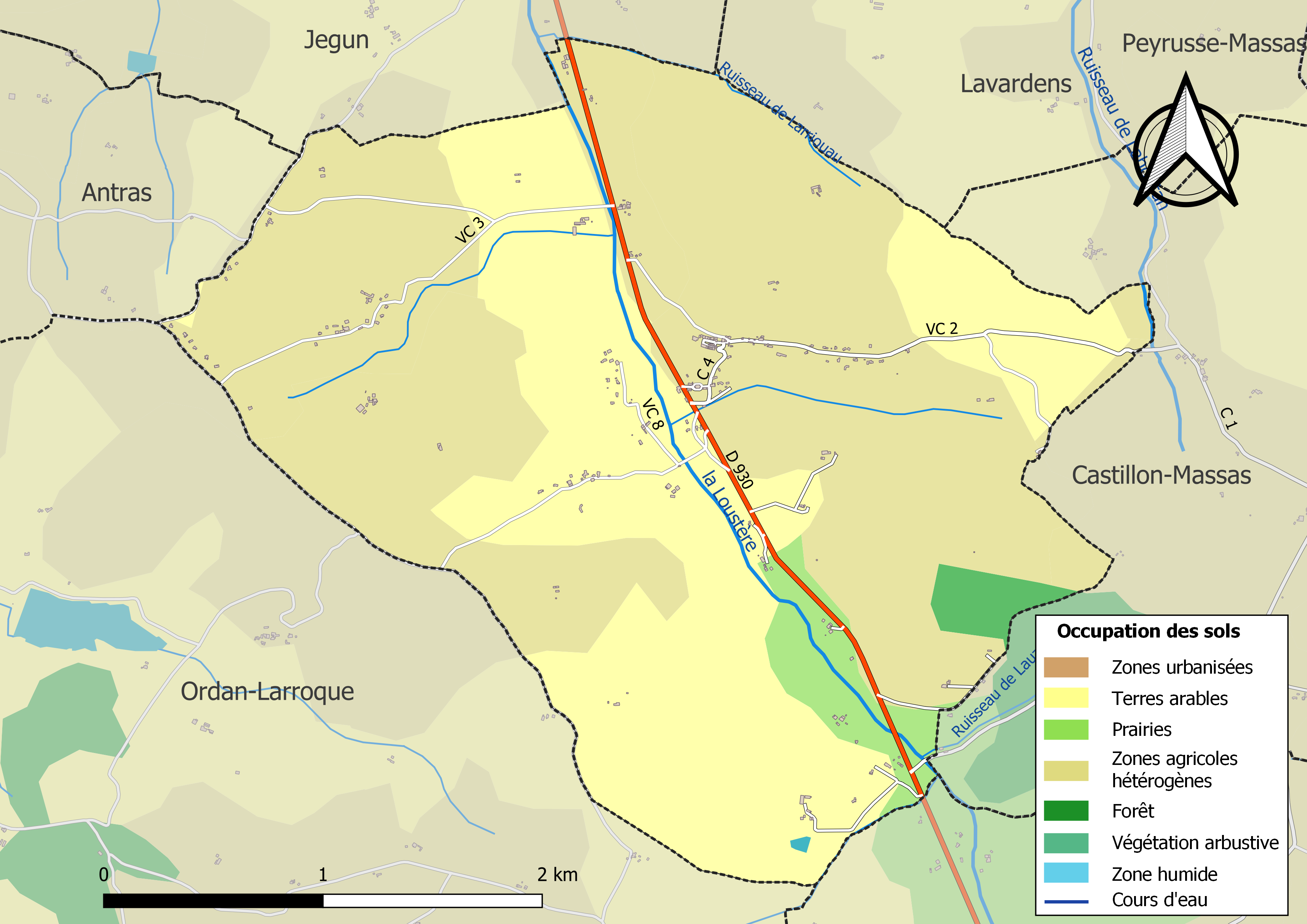
Carte des infrastructures et de l'occupation des sols de la commune en 2018 (CLC).

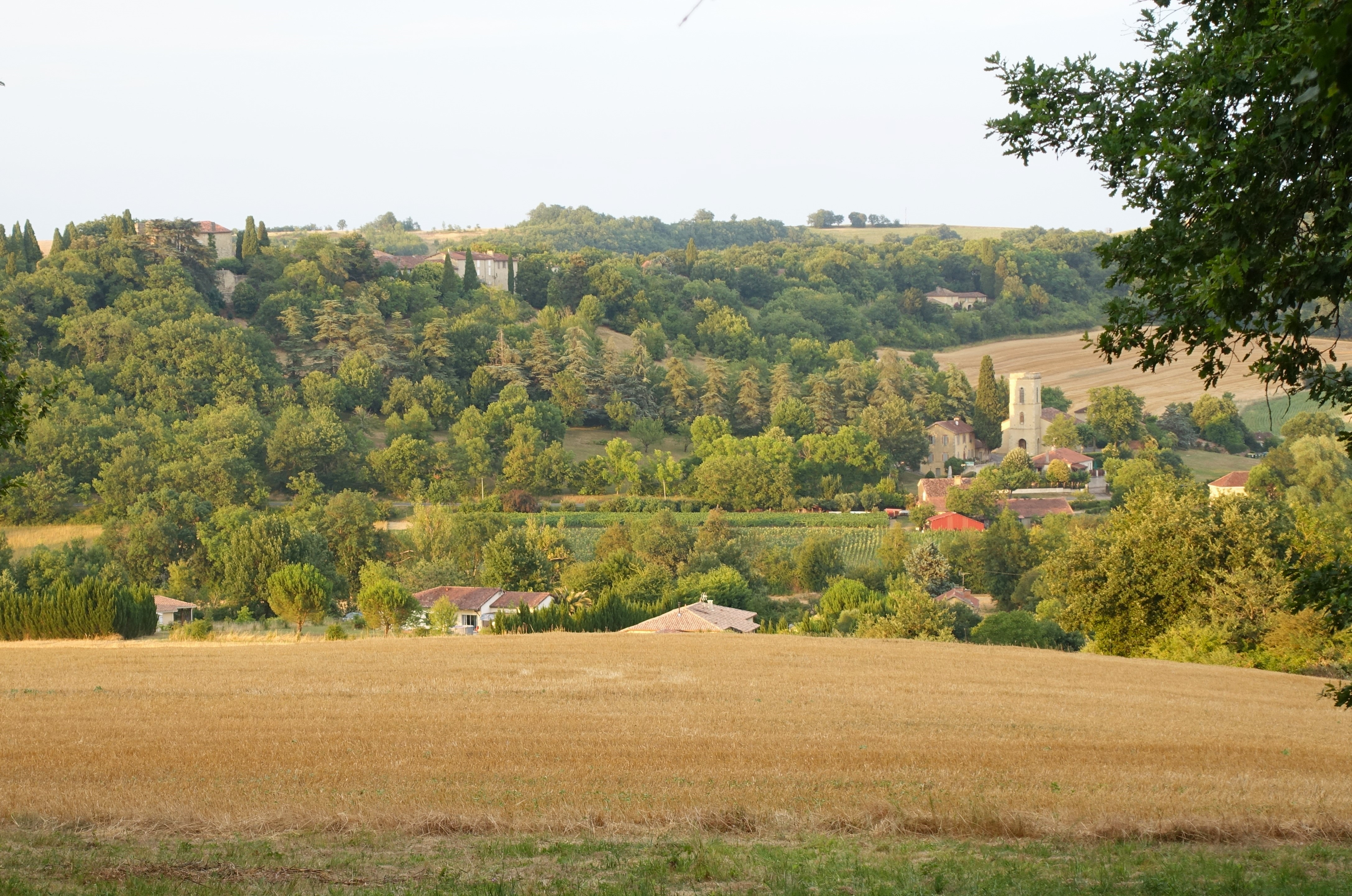
Vue du centre de la commune avec le château (à gauche) et l'église.

### Risques majeurs
Le territoire de la commune de Saint-Lary est vulnérable à différents aléas naturels : météorologiques (tempête, orage, neige, grand froid, canicule ou sécheresse) et séisme (sismicité très faible). Un site publié par le BRGM permet d'évaluer simplement et rapidement les risques d'un bien localisé soit par son adresse soit par le numéro de sa parcelle.

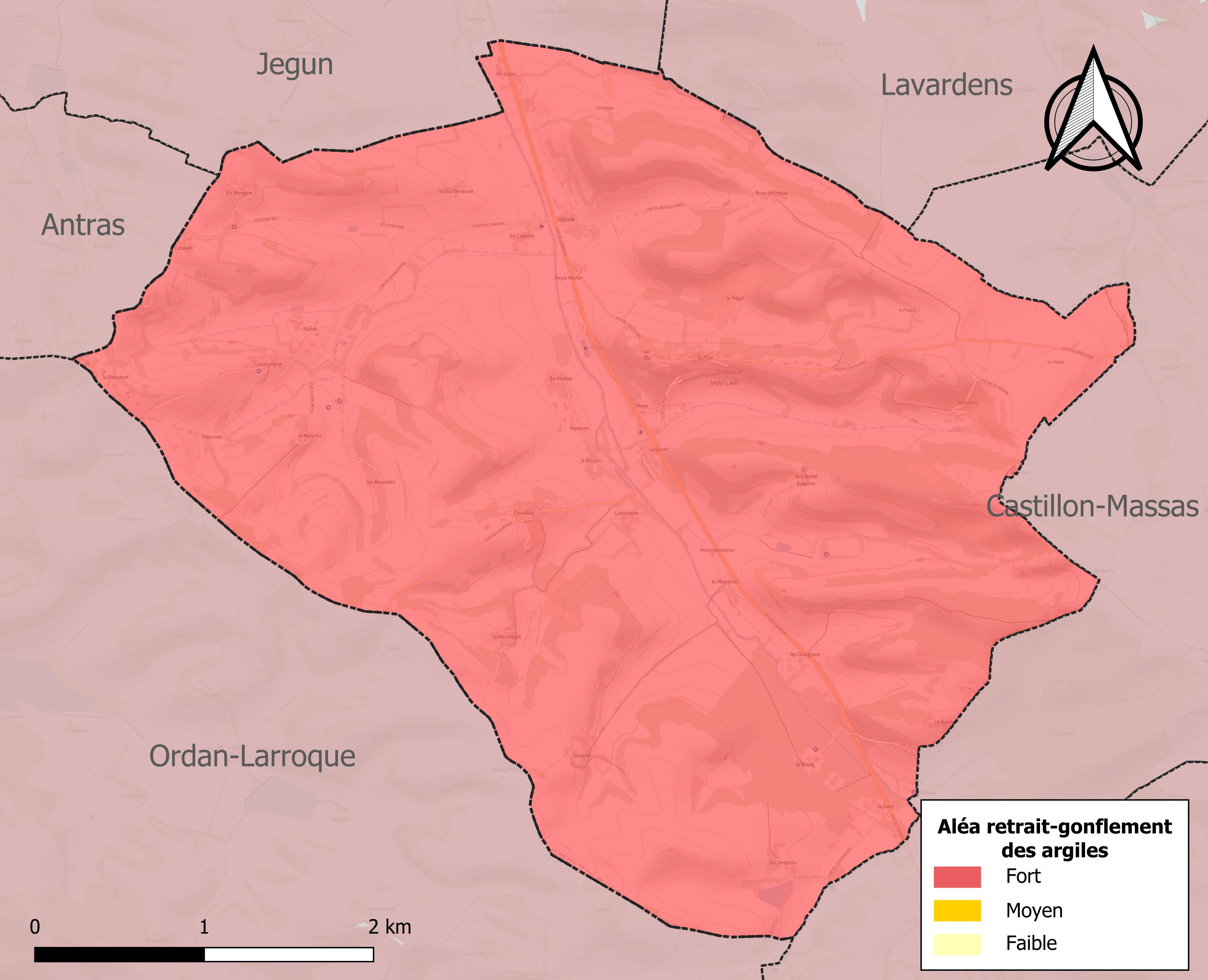
Carte des zones d'aléa retrait-gonflement des sols argileux de Saint-Lary.

Le retrait-gonflement des sols argileux est susceptible d'engendrer des dommages importants aux bâtiments en cas d’alternance de périodes de sécheresse et de pluie. La totalité de la commune est en aléa moyen ou fort (94,5 % au niveau départemental et 48,5 % au niveau national). Sur les 127 bâtiments dénombrés sur la commune en 2019, 127 sont en aléa moyen ou fort, soit 100 %, à comparer aux 93 % au niveau départemental et 54 % au niveau national. Une cartographie de l'exposition du territoire national au retrait gonflement des sols argileux est disponible sur le site du BRGM,.
Par ailleurs, afin de mieux appréhender le risque d’affaissement de terrain, l'inventaire national des cavités souterraines permet de localiser celles situées sur la commune.
La commune a été reconnue en état de catastrophe naturelle au titre des dommages causés par les inondations et coulées de boue survenues en 1999 et 2009. Concernant les mouvements de terrains, la commune a été reconnue en état de catastrophe naturelle au titre des dommages causés par la sécheresse en 1989, 1992, 1998, 2002, 2003, 2016 et 2017 et par des mouvements de terrain en 1999.

## Politique et administration
| Période                                  | Période  | Identité        | Étiquette | Qualité                    |
| ---------------------------------------- | -------- | --------------- | --------- | -------------------------- |
| mars 2001                                | 2008     | Huguette Branet |           |                            |
| mars 2008                                | 2020     | Jacky Lafaille  | SE        | Retraité Fonction publique |
| 2020                                     | En cours | Bernard Cahuzac |           |                            |
| Les données manquantes sont à compléter. |          |                 |           |                            |

## Démographie
| 1793 | 1800 | 1806 | 1821 | 1831 | 1841 | 1846 | 1851 | 1856 |
| ---- | ---- | ---- | ---- | ---- | ---- | ---- | ---- | ---- |
| 342  | 338  | 384  | 390  | 382  | 361  | 360  | 338  | 340  |

| 1861 | 1866 | 1872 | 1876 | 1881 | 1886 | 1891 | 1896 | 1901 |
| ---- | ---- | ---- | ---- | ---- | ---- | ---- | ---- | ---- |
| 316  | 316  | 286  | 289  | 270  | 256  | 267  | 262  | 250  |

| 1906 | 1911 | 1921 | 1926 | 1931 | 1936 | 1946 | 1954 | 1962 |
| ---- | ---- | ---- | ---- | ---- | ---- | ---- | ---- | ---- |
| 222  | 215  | 222  | 220  | 215  | 198  | 195  | 190  | 170  |

| 1968 | 1975 | 1982 | 1990 | 1999 | 2006 | 2007 | 2012 | 2017 |
| ---- | ---- | ---- | ---- | ---- | ---- | ---- | ---- | ---- |
| 154  | 134  | 141  | 174  | 194  | 227  | 231  | 281  | 279  |

| 2022 | - | - | - | - | - | - | - | - |
| ---- | - | - | - | - | - | - | - | - |
| 274  | - | - | - | - | - | - | - | - |

## Économie

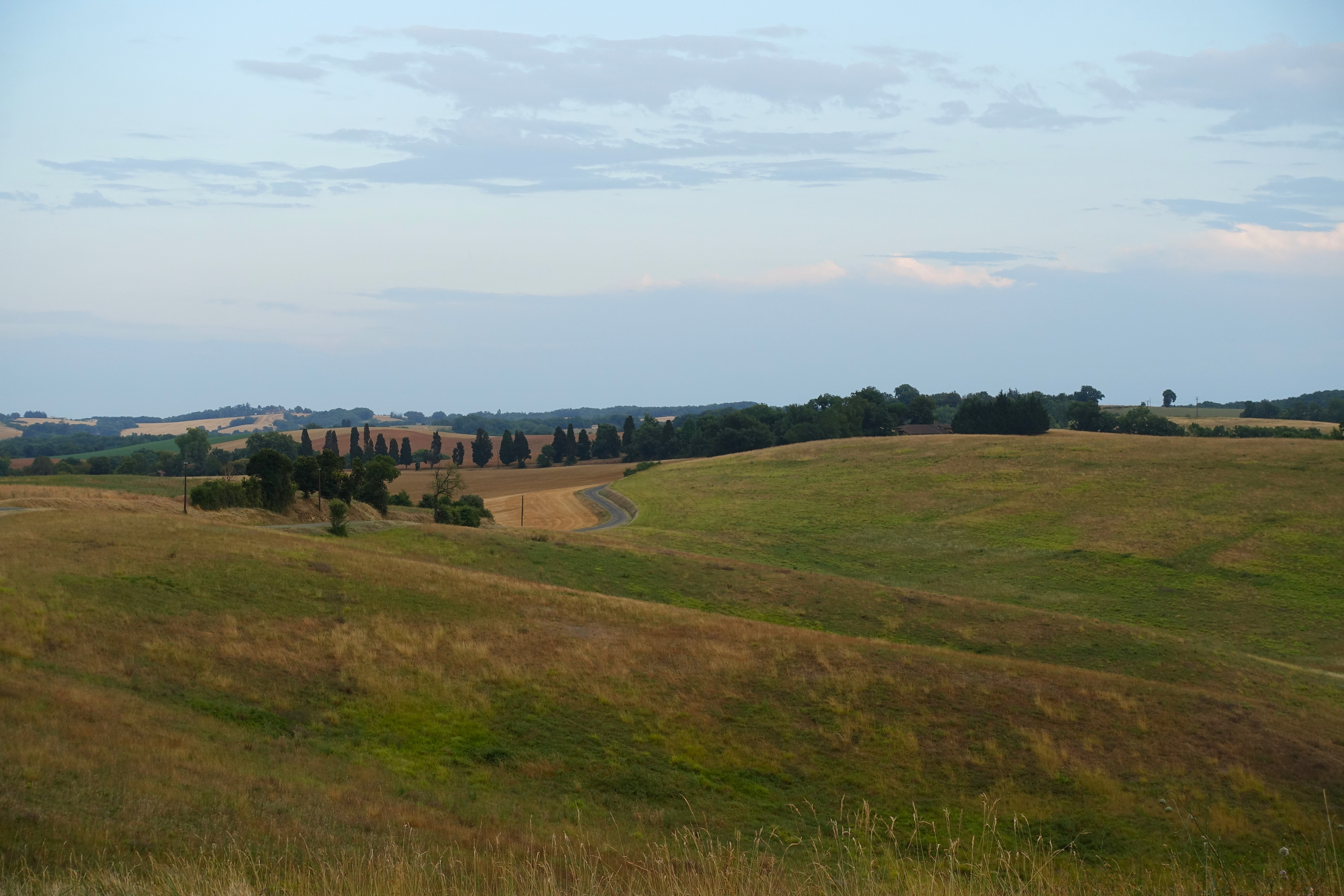
Paysage agricole de Saint-Lary.

### Revenus
En 2018  (données Insee publiées en septembre 2021), la commune compte 101 ménages fiscaux, regroupant 265 personnes. La médiane du revenu disponible par unité de consommation est de 24 230 € (20 820 € dans le département).

### Emploi
En 2018, la population âgée de 15 à 64 ans s'élève à 179 personnes, parmi lesquelles on compte 80,6 % d'actifs (72,8 % ayant un emploi et 7,8 % de chômeurs) et 19,4 % d'inactifs,. Depuis 2008, le taux de chômage communal (au sens du recensement) des 15-64 ans est inférieur à celui de la France et du département.
|                | 2008  | 2013  | 2018  |
| -------------- | ----- | ----- | ----- |
| Commune        | 2,7 % | 4 %   | 7,8 % |
| Département    | 6,1 % | 7,5 % | 8,2 % |
| France entière | 8,3 % | 10 %  | 10 %  |

La commune fait partie de la couronne de l'aire d'attraction d'Auch, du fait qu'au moins 15 % des actifs travaillent dans le pôle,. Elle compte 26 emplois en 2018, contre 24 en 2013 et 23 en 2008. Le nombre d'actifs ayant un emploi résidant dans la commune est de 130, soit un indicateur de concentration d'emploi de 19,9 % et un taux d'activité parmi les 15 ans ou plus de 64,2 %.
Sur ces 130 actifs de 15 ans ou plus ayant un emploi, 24 travaillent dans la commune, soit 18 % des habitants. Pour se rendre au travail, 91,6 % des habitants utilisent un véhicule personnel ou de fonction à quatre roues, 1,6 % s'y rendent en deux-roues, à vélo ou à pied et 6,9 % n'ont pas besoin de transport (travail au domicile).

### Activités hors agriculture
23 établissements sont implantés  à Saint-Lary au 31 décembre 2019.
Le secteur du commerce de gros et de détail, des transports, de l'hébergement et de la restauration est prépondérant sur la commune puisqu'il représente 47,8 % du nombre total d'établissements de la commune (11 sur les 23 entreprises implantées  à Saint-Lary), contre 27,7 % au niveau départemental.

### Agriculture
La commune est dans le « Haut-Armagnac », une petite région agricole occupant le centre du département du Gers. En 2020, l'orientation technico-économique de l'agriculture  sur la commune est la culture de céréales et/ou d'oléoprotéagineuses.
|               | 1988 | 2000 | 2010 | 2020 |
| ------------- | ---- | ---- | ---- | ---- |
| Exploitations | 16   | 12   | 10   | 11   |
| SAU (ha)      | 760  | 798  | 584  | 682  |

Le nombre d'exploitations agricoles en activité et ayant leur siège dans la commune est passé de 16 lors du recensement agricole de 1988  à 12 en 2000 puis à 10 en 2010 et enfin à 11 en 2020, soit une baisse de 31 % en 32 ans. Le même mouvement est observé à l'échelle du département qui a perdu pendant cette période 51 % de ses exploitations,. La surface agricole utilisée sur la commune a également diminué, passant de 760 ha en 1988 à 682 ha en 2020. Parallèlement la surface agricole utilisée moyenne par exploitation a augmenté, passant de 48 à 62 ha.

## Culture locale et patrimoine

### Lieux et monuments
- Pile gallo-romaine, une des huit subsistant dans le Gers et la mieux conservée. Propriété de l’État, elle est inscrite à l’inventaire du patrimoine architectural (base Mérimée) sous la référence PA00094917.
- Église Saint-Hilaire.

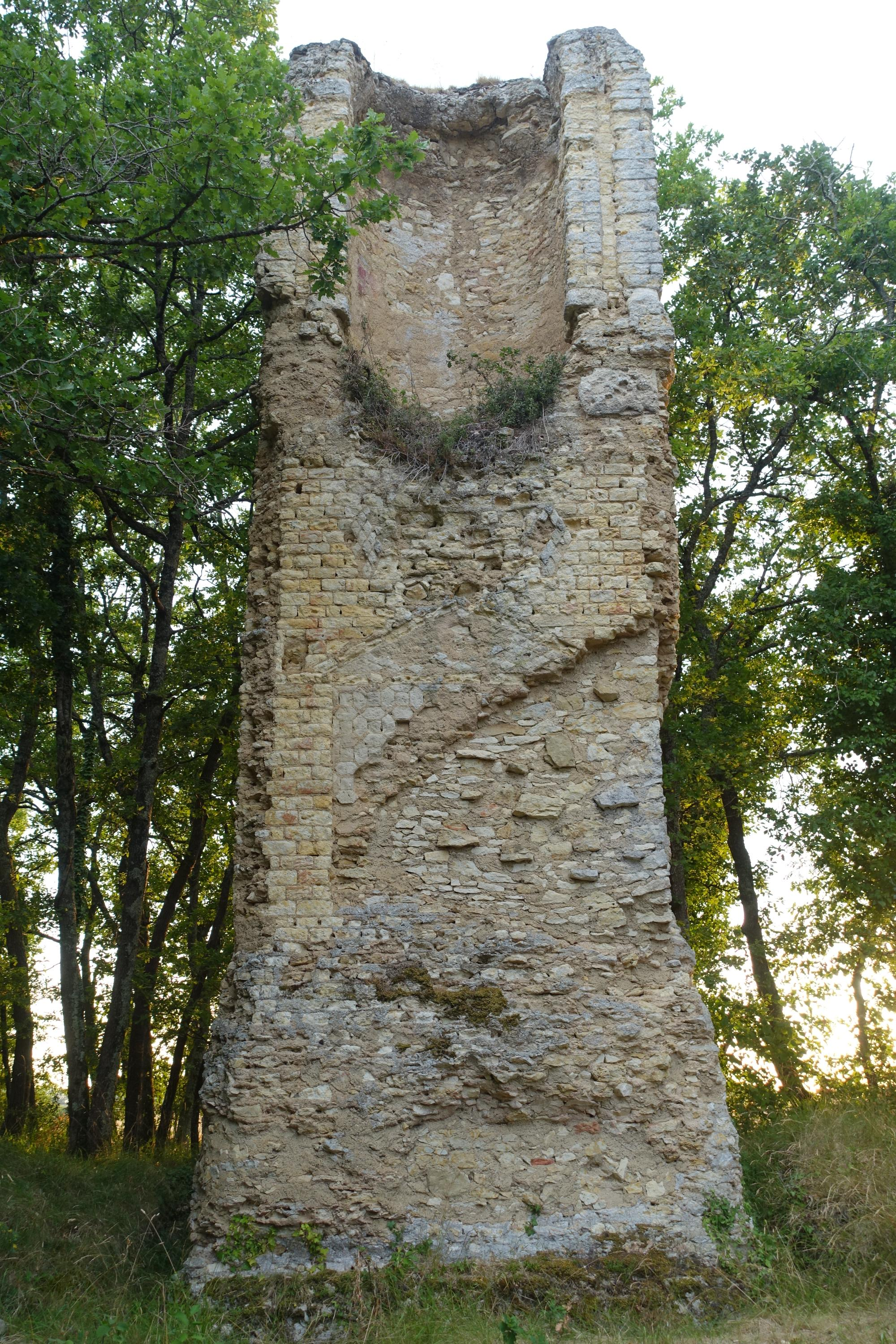
Pile gallo-romaine.
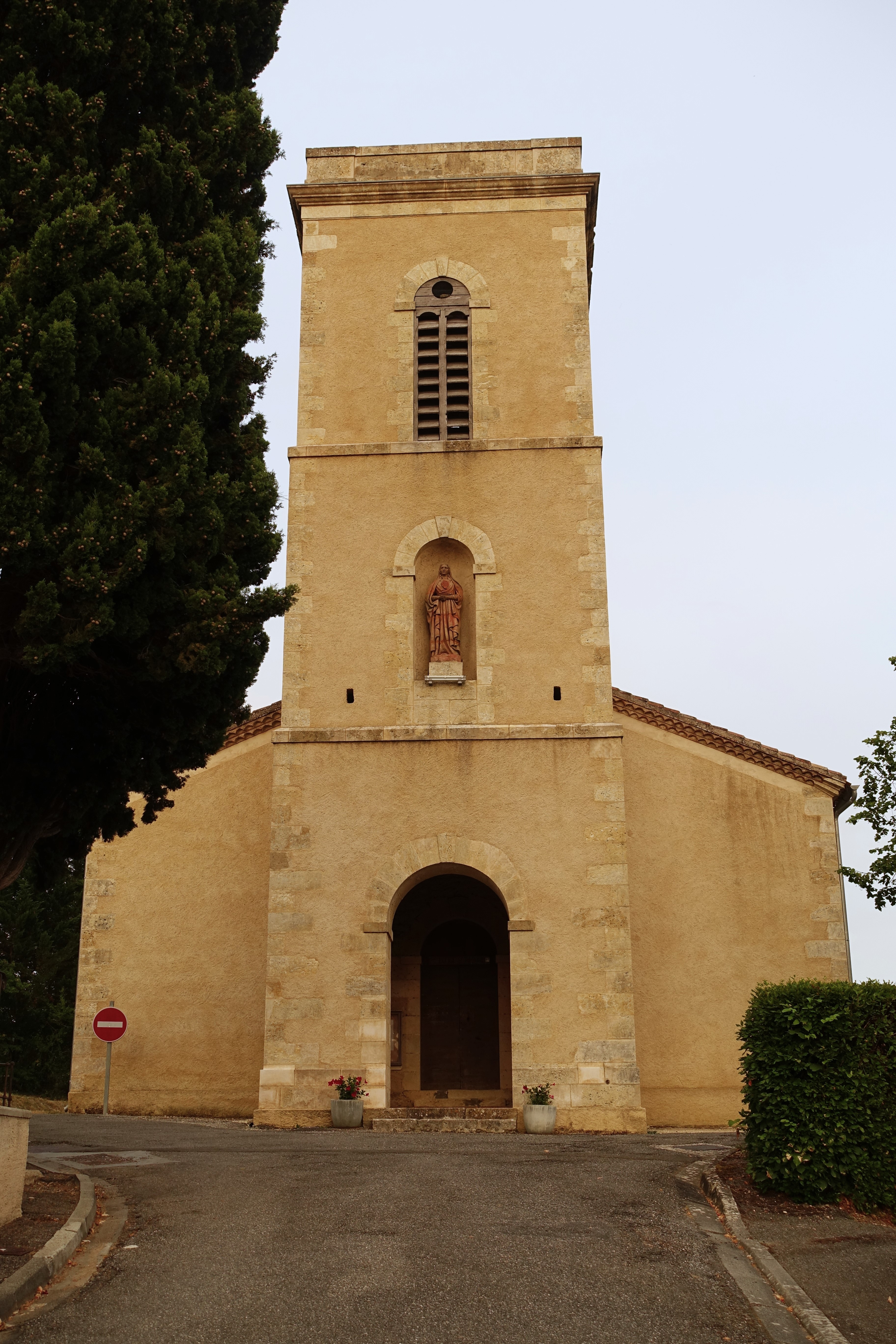
Église Saint-Hilaire.
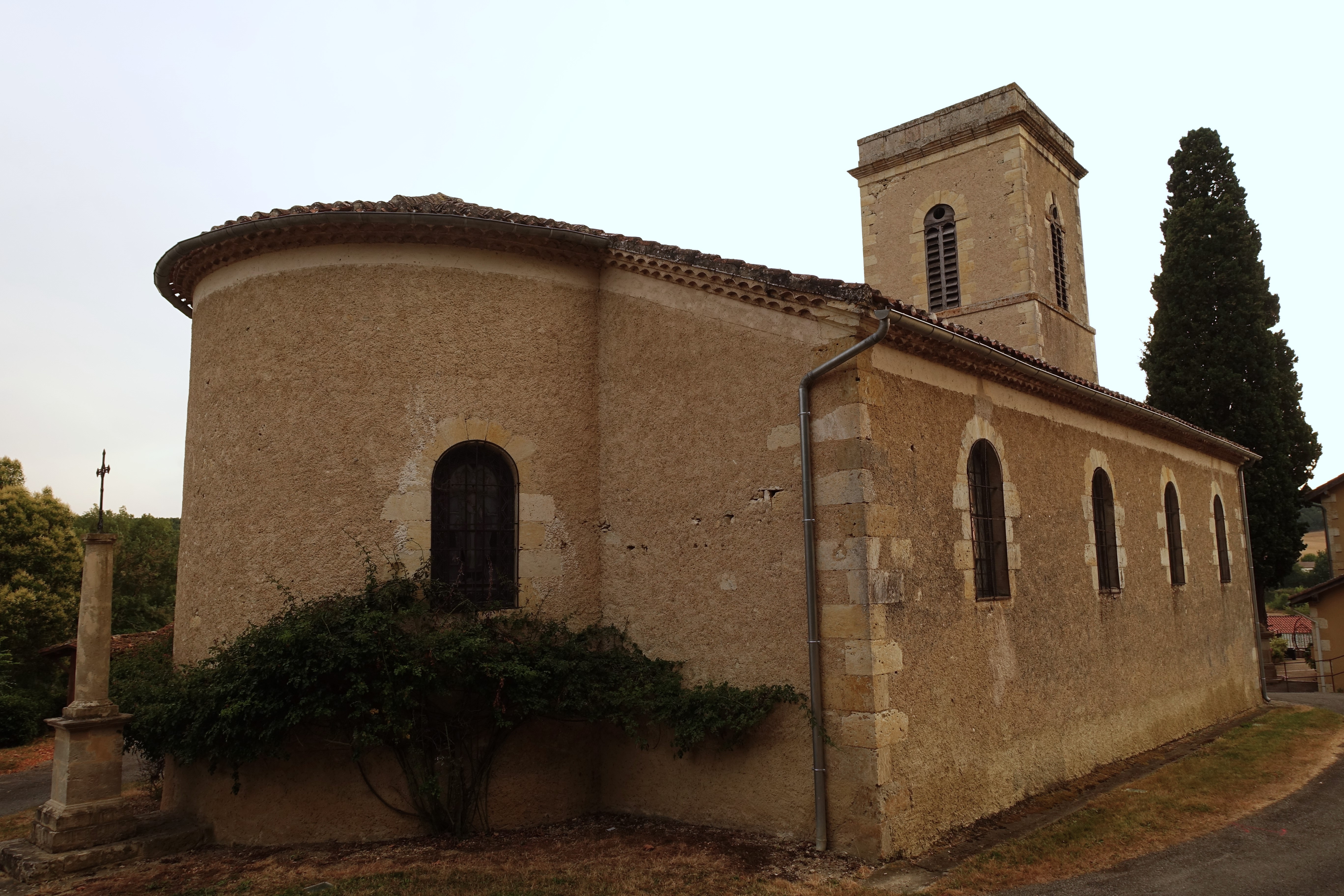
Église Saint-Hilaire.
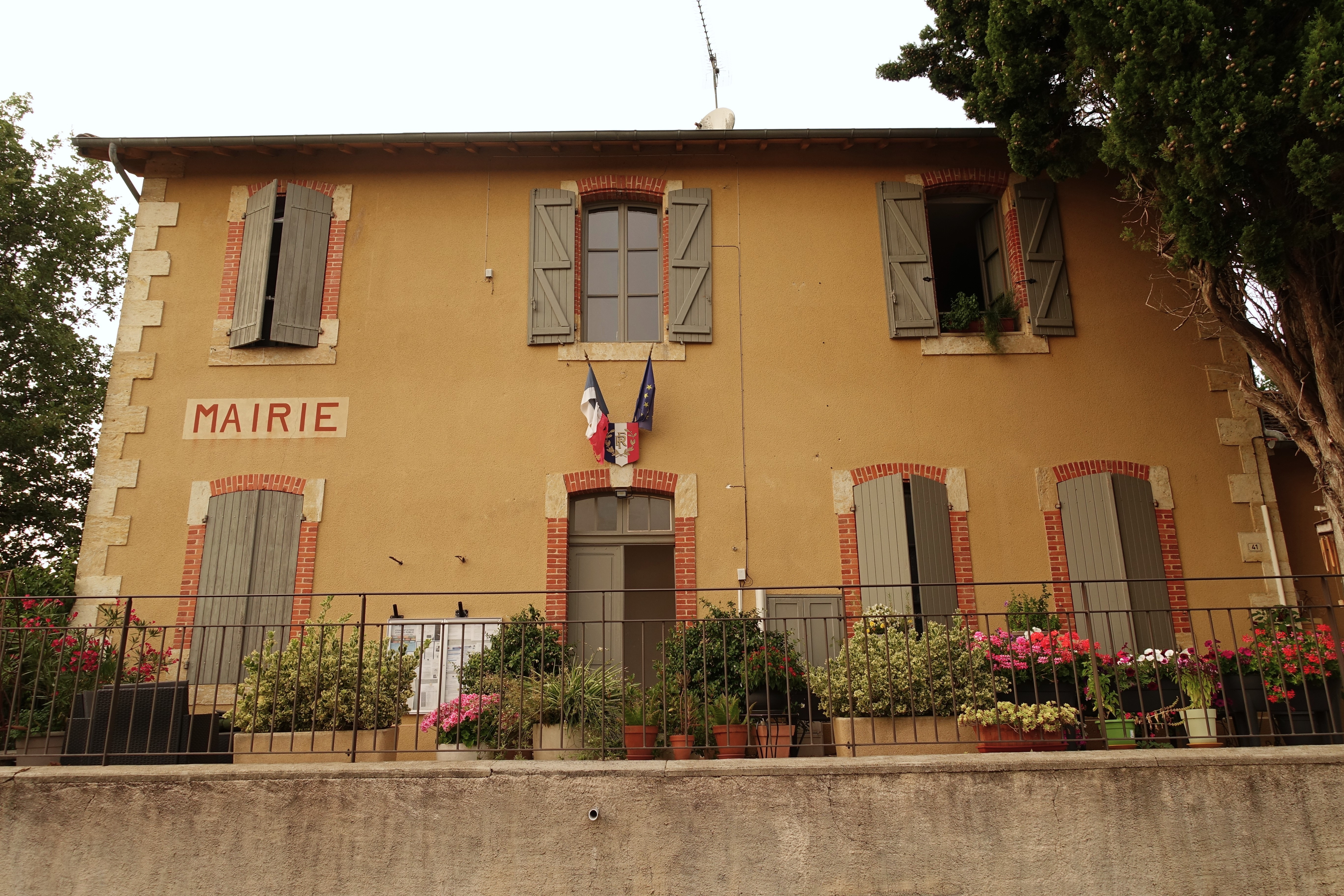
La mairie.

### Personnalités liées à la commune
- Grichka Bogdanoff (1949-2021), animateur de télévision et essayiste français, né et inhumé à Saint-Lary.
- Igor Bogdanoff (1949-2022), frère jumeau du précédent, animateur de télévision et essayiste français, né et inhumé à Saint-Lary.
- Le marchand d'art Wilhelm Uhde et sa sœur, déchus de leur nationalité allemande, se réfugient à Saint-Lary durant la Seconde Guerre mondiale pour fuir la Gestapo.